# 21 de enero
El 21 de enero es el 21.ᵉʳ (vigésimo primer o vigesimoprimer) día del año en el calendario gregoriano. Quedan 344 días para finalizar el año y 345 en los años bisiestos.

## Acontecimientos
- 763: cerca de la ciudad de Kufa (170 km al sur de Bagdad (Irak), el ejército abasí ―liderado por Isa ibn Musa (721-783)― derrota a los alidas en la batalla de Bajamra, dando fin a la rebelión de estos. Muere Ibrahim, hermano de Isa. Se consolida el califato abasí.
- 1287: tropas aragonesas conquistan la isla de Menorca, en manos de los musulmanes.
- 1464: llega a Barcelona (Cataluña) el condestable Pedro de Portugal, conde de Barcelona (nieto del conde de Urgel), que los rebeldes catalanes del Consejo de Ciento habían proclamado rey en lugar de Juan II de Aragón.
- 1506: en Roma (península italiana) el papa Julio II funda la Guardia Suiza Pontificia.
- 1522: en Nicaragua, el capitán Gil González Dávila y el piloto Andrés Niño realizan el primer viaje por la costa de este país para buscar comunicación entre el océano Atlántico y el Pacífico.
- 1525: en la ciudad de Zúrich (Suiza) se funda el movimiento anabaptista suizo cuando Félix Manz, Conrad Grebel, Georg Blaurock y una docena de personas más se bautizan mutuamente en casa de la madre de Manz, rompiendo una tradición milenaria de unión Iglesia-Estado.
- 1535: en la ciudad de París, tres meses después del Asunto de los Pasquines (la difusión de carteles anticatólicos impresos y difundidos de manera anónima en la noche del 17 al 18 de octubre de 1534 en varias ciudades francesas) el rey Francisco I de Francia hace profesión de fe católica y encabeza una procesión antiprotestante, que precipitará las matanzas que llevarán a las ocho guerras de religión de Francia (entre 1562 y 1598).
- 1599: en el Palacio Pitti de la ciudad de Florencia (Italia) se representa por primera vez en público La Dafne, la primera ópera de la historia, compuesta por el compositor italiano Jacopo Peri (1561-1633). Se había representado en privado por primera vez en el Palacio Tornabuoni, también de Florencia, pocas semanas antes (el 26 de diciembre de 1598).[1]
- 1790: en Francia, la Asamblea constituyente proclama la igualdad de todos los ciudadanos ante la ley.
- 1793: en París ―en el marco de la Revolución francesa (1789-1799)― el rey Luis XVI es ejecutado con la guillotina.
- 1795: en Ámsterdam, el ejército francés, al mando del general Jean-Charles Pichegru, entra en la ciudad.
- 1812: las Cortes de Cádiz crean el Consejo de Estado.
- 1858: en México, Ignacio Comonfort, luego de disolver el Congreso y desconocer la Constitución, abandona la presidencia y sale de la Ciudad de México rumbo al exilio hacia Estados Unidos.
- 1877: en la provincia de Buenos Aires, 530 km al suroeste de la ciudad de Buenos Aires (Argentina) se funda la aldea de Carhué.
- 1893: en Estados Unidos se patenta la fórmula de la Coca-Cola.
- 1896: en la ciudad de Buenos Aires (Argentina) se funda el Club Atlético Bánfield.
- 1900: en el Círculo Mercantil de Gijón (España) Leopoldo Alas Clarín pronuncia una conferencia titulada «Materialismo económico en España».
- 1904: se estrena la ópera Jenůfa, de Leoš Janáček.
- 1905: Venezuela rompe relaciones diplomáticas con Estados Unidos y con varias potencias europeas.
- 1907: en Rusia comienzan las elecciones para la Duma.
- 1913: en Francia, Aristide Briand forma su tercer gabinete.
- 1916: en los Países Bajos, se rompen los diques del Zuiderzee tras una violenta tormenta.
- 1917: en España, el ministro de Marina desmiente que el submarino español Isaac Peral se encuentre en aguas danesas.
- 1919: en Irlanda, los miembros del Sinn Féin del Parlamento irlandés deciden formar su propio parlamento (el Dáil Éireann) y declaran la independencia del país.
- 1922: el Gobierno español negocia con Abd el-Krim el rescate de prisioneros.
- 1925: en el norte de Italia abre sus puertas la Universidad de Florencia.
- 1927: en Nueva York se presenta el cine sonoro.
- 1930: en España, la dimisión del ministro de Hacienda, José Calvo Sotelo, causa la crisis del Gobierno español del general Miguel Primo de Rivera.
- 1932: en el Alto Llobregat (Cataluña), los anarquistas organizan una huelga general.
- 1938: en España, las tropas de Franco llegan al río Alfambra.
- 1939: en España, el general Vicente Rojo Lluch, jefe de Estado Mayor del ejército republicano, comunica a Juan Negrín que ya no hay frente.
- 1940: en el Mar del Norte, destructores nazis destruyen los destructores británicos Grenville y Exmouth.
- 1941: en Rumanía, el general Ion Antonescu recurre al Ejército para aplastar la insurrección de la ultranacionalista Guardia de Hierro.
- 1942: en el norte de África comienza la contraofensiva de la Alemania Nazi.
- 1943: en Rosario (Argentina) se registra la temperatura más alta de la historia de esa ciudad: 42,2 °C[2]
- 1944: en la ciudad de Leningrado (hoy rebautizada San Petersburgo), los soviéticos rompen el asedio alemán a la ciudad, que duró 29 meses.
- 1954: en Estados Unidos se bota el Nautilus, primer submarino de propulsión nuclear.
- 1957: al puerto de Castellón de la Plana (España) llega el buque soviético Crimea con 412 españoles repatriados de la Unión Soviética.
- 1966: en un pozo a 333 metros bajo tierra, en el área U3cd del Sitio de pruebas atómicas de Nevada (a unos 100 km al noroeste de la ciudad de Las Vegas), a las 10:28 (hora local) Estados Unidos detona su bomba atómica Dovekie, de 7 kilotones. Es la bomba n.º 445 de las 1132 que Estados Unidos detonó entre 1945 y 1992.
- 1968: en Groenlandia resulta destruido un avión bombardero estadounidense del tipo B-52 con cuatro bombas atómicas a bordo (accidente de Thule).
- 1968: en Seúl (Corea del Sur), una unidad comando norcoreana intenta asesinar a Park Chung-hee en la Casa Azul, pero fracasa.
- 1969: en Montevideo (Uruguay) la policía reprime una manifestación de funcionarios en huelga, dejando 1 muerto y 50 heridos.
- 1970: en Chile, el socialista Salvador Allende es nombrado candidato a presidente.
- 1971: en República Dominicana, el presidente Joaquín Balaguer inaugura la Basílica de Nuestra Señora de la Altagracia.
- 1976: el avión supersónico Concorde comienza sus vuelos comerciales de línea regular.
- 1977: a propuesta del Gobierno español, el príncipe Felipe de Borbón ostentará el título de «príncipe» de Asturias.
- 1980: en España se les otorga el Premio Cervantes ex-aequo a los escritores Jorge Luis Borges y Gerardo Diego.
- 1984: la banda estadounidense Bon Jovi lanzó su disco homónimo, siendo este el primero de su carrera.
- 1985: el gobierno de la India expulsa a varios diplomáticos occidentales de Estados Unidos, Francia y la República Federal Alemana, por implicación en una vasta actividad de espionaje.
- 1986: la sonda interplanetaria estadounidense Voyager 2 pasa junto al planeta Urano.
- 1987: en las cercanías de la ciudad de Lautaro (Chile) fallecen 44 personas en un accidente carretero entre un bus y un camión.[3]
- 1988: en España se fusionan el Banco de Bilbao y el Banco de Vizcaya, creando así el banco BBV.
- 1993: en el norte de Irak, aviones estadounidenses disparan contra un radar, primer acto de este tipo dentro de la nueva administración Clinton.
- 1994: en México, el Senado ratifica la Ley de Amnistía para los insurgentes de Chiapas, aprobada por el Congreso.
- 1994: en Puerto Madryn (Argentina) un incendio que termina con la vida de 25 bomberos voluntarios de entre 11 y 23 años, hecho conocido como la "tragedia de los bomberitos".[4]
- 1996: en los Alpes orientales, un accidente automovilístico acaba con la vida de Edem Ephraim y Dennis Fuller, integrantes del dúo de dance-pop London Boys.
- 2000: en Quito (Ecuador), el presidente Jamil Mahuad huye del palacio presidencial, acorralado por el asalto al poder protagonizado por un grupo de militares y miles de indígenas.
- 2000: en Madrid, la banda terrorista ETA asesina al teniente coronel Pedro Antonio Blanco tras la ruptura de la tregua.
- 2001: la alemana Jutta Kleinschmidt se convierte en la primera mujer que gana el Rally Dakar.
- 2003: en Colima (México) se produce un terremoto de magnitud 7,7 en la escala de Richter, con 53 muertos, 300 heridos y más de 10 000 viviendas afectadas.
- 2003: En Luxor (Egipto), arqueólogos españoles descubren en una antigua necrópolis la parte superior de un sarcófago de la dinastía Saíta, que muestra tallado el rostro de la niña difunta.
- 2005: en el norte de Franja de Gaza, la Autoridad Nacional Palestina (ANP) despliega 3000 policías para impedir ataques contra los colonos judíos del otro lado de la frontera.
- 2007: el cometa McNaught alcanza su perihelio (punto de mayor cercanía al Sol).
- 2008: en la bolsa española se produce la mayor caída del índice Ibex 35, desde su creación en 1992, que pierde un 7,54 % retrocediendo hasta los 12,63 puntos.
- 2013: en Estados Unidos, Barack Obama asume su segundo mandato como presidente.
- 2019: ocurre el eclipse lunar conocido como «luna de sangre».
- 2020: se confirma el primer caso de coronavirus en Estados Unidos: un hombre de 30 años, originario de la ciudad de Washington D. C. (Estados Unidos) que había viajado recientemente a la República Popular China.
- 2022: Christina Aguilera lanza el EP en español La Fuerza.
- 2023: en Lima (Perú), la policía ingresa en la Universidad de San Marcos a petición de su rectora, Jerí Ramón-Rufner, para poder encarcelar a los estudiantes que manifestaban allí.

## Nacimientos
- 1338: Carlos V de Francia, rey de Francia (f. 1380).
- 1659: Adriaen van der Werff, pintor neerlandés (f. 1722).
- 1717: Antonio Bucareli, aristócrata español, virrey de la Nueva España (f. 1779).
- 1725: Louis Jean François Lagrénée, pintor francés (f. 1805).
- 1761: Diego Muñoz-Torrero, sacerdote y político español (f. 1829).
- 1769: Ignacio Allende, militar insurgente mexicano (f. 1811).
- 1775: Manuel del Pópulo Vicente García, compositor español (f. 1832)
- 1813: John C. Frémont, militar y aventurero estadounidense (f. 1890).
- 1824: Stonewall Jackson, general confederado estadounidense (f. 1863).
- 1829: Óscar II, rey sueco y noruego (f. 1907).
- 1833: Francisco Díaz Covarrubias, ingeniero, geógrafo, científico y diplomático mexicano (f. 1889).
- 1841: Emil Viktor Ekstrand, botánico sueco (f. 1884).
- 1848: Henri Duparc, compositor francés (f. 1933).
- 1860: Karl Staaff, político sueco (f. 1915).
- 1867: Maxime Weygand, militar francés (f. 1965).
- 1869: Grigori Rasputín, místico y cortesano ruso (f. 1916).
- 1876: Antonio Goicoechea y Cosculluela, político español (f. 1953).
- 1877: Francisco Contreras, poeta y crítico chileno (f. 1933).
- 1879: Eduardo Marquina, poeta dramático español (f. 1946).
- 1880: Menyhért Lengyel, escritor y guionista húngaro (f. 1974).
- 1883: Elías Alippi, cineasta argentino (f. 1942).
- 1883: Olav Aukrust, poeta noruego (f. 1929).
- 1884: Roger Nash Baldwin, activista social estadounidense (f. 1981).
- 1885: Umberto Nobile, ingeniero aeronáutico italiano (f. 1978).
- 1895: Cristóbal Balenciaga, modisto español (f. 1972).
- 1897: Rodolfo José Ghioldi, político argentino (f. 1985).
- 1897: René Iché, escultor francés (f. 1954).
- 1899: Aleksandr Cherepnín, compositor y pianista ruso (f. 1977).
- 1901: Ricardo Zamora, futbolista español (f. 1978).
- 1901: Clärenore Stinnes, piloto de automovilismo alemana (f. 1990).

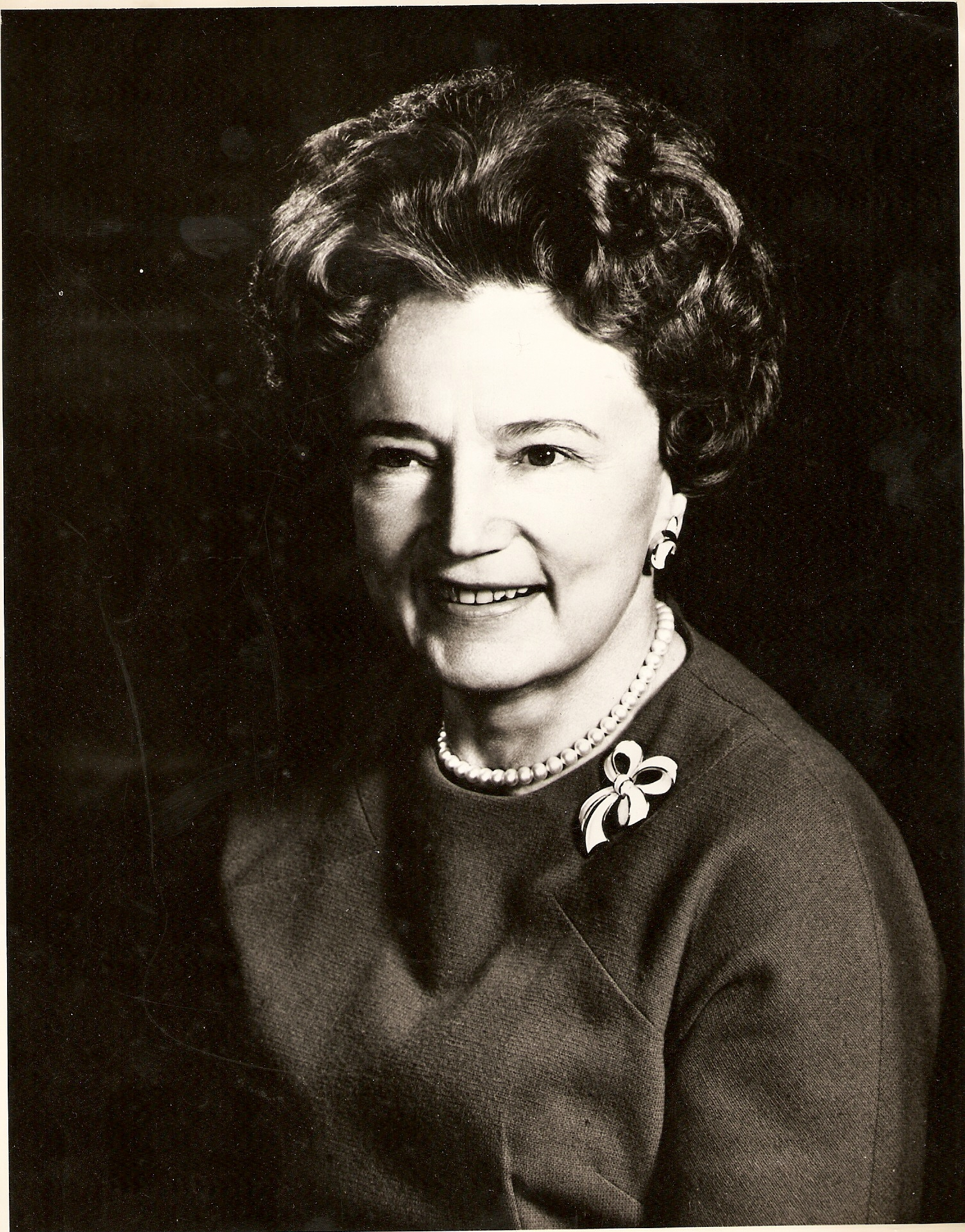
Dra. Edris Rice-Wray

- 1904: Edris Rice-Wray, médica estadounidense, pionera de la píldora anticonceptiva oral (f. 1990).
- 1905: Christian Dior, modisto francés (f. 1957).
- 1905: Wanda Wasilewska, escritora y periodista polaca (f. 1964).
- 1905: Enrique del Moral, arquitecto mexicano (f. 1987).
- 1906: Ígor Moiséyev, coreógrafo y bailarín ruso (f. 2007).
- 1909: Calufa (Carlos Luis Fallas), escritor y dirigente costarricense (f. 1966).
- 1910: Valentín Márkov, oficial militar de la Fuerza Aérea Soviética (f. 1992).
- 1912: Konrad Bloch, bioquímico alemán (f. 2000).
- 1914: Rafael Santos Torroella, crítico de arte, traductor, poeta y dibujante español (f. 2002).
- 1917: Jacobo Feldman, escritor, abogado y filósofo argentino (f. 2005).
- 1918: Marcelino Camacho, sindicalista español (f. 2010).
- 1918: Antonio Janigro, violonchelista italiano (f. 1989).
- 1918: Elisa Mújica, escritora colombiana. (f. 2003).
- 1918: Richard Winters, militar estadounidense (f. 2011).
- 1921: Rafael Gómez Nieto, militar español (f. 2020).
- 1922: Mario Petri, bajo y actor italiano (f. 1985).
- 1922: Paul Scofield, actor británico (f. 2008).
- 1923: Lola Flores, cantante española (f. 1995).
- 1923: Alberto de Mendoza, actor argentino (f. 2011).
- 1923: Pahiño, futbolista español. (f. 2012).
- 1924: Benny Hill, cómico británico (f. 1992).
- 1924: Telly Savalas, actor estadounidense (f. 1994).
- 1926: Steve Reeves, actor estadounidense (f. 2000).
- 1928: Fernando Beorlegui, pintor español (f. 2008).
- 1928: János Kornai, economista húngaro (f. 2021).
- 1928: Reynaldo Bignone, militar y político argentino, presidente de la nación entre 1982 y 1983 (f. 2018).
- 1933: Julieta Serrano, actriz española.
- 1936: Coco Díaz, cantautor, compositor y humorista argentino (f. 2021).
- 1938: Romano Fogli, jugador y entrenador de fútbol italiano (f. 2021).
- 1940: Eduardo Barcesat, abogado argentino defensor de los Derechos Humanos.
- 1940: Jack Nicklaus, golfista estadounidense.
- 1941: Plácido Domingo, tenor español.
- 1941: Omar Delgado, fue un árbitro de fútbol colombiano. (f. 1991).
- 1941: Ivan Putski, luchador profesional polaco.
- 1942: Fernando Baeza Meléndez, político mexicano.
- 1942: Mac Davis, actor, cantante y compositor de música country estadounidense (f. 2020).
- 1942: Francisco Javier González Acuña (Fico), matemático mexicano del Instituto de Matemáticas de la UNAM y en el CIMAT de Guanajuato.
- 1945: Martin Shaw, actor británico.
- 1946: Miguel Reina, futbolista español.
- 1948: Omar Gutiérrez, locutor, comunicador y periodista uruguayo (f. 2018).
- 1950: Billy Ocean, cantante trinitense.
- 1950: Ángel María Villar, futbolista y dirigente deportivo español.
- 1951: Eric Holder, político estadounidense.
- 1952: Mijaíl Umansky, ajedrecista ruso (f. 2010).
- 1953: Paul Allen, empresario estadounidense (f. 2018).
- 1954: José Luis Medina del Corral, «Lucchino», diseñador de moda español.
- 1955: Jeff Koons, artista estadounidense.
- 1956: Geena Davis, actriz estadounidense.
- 1957: Luis D'Elía, político argentino.
- 1959: Alex McLeish, futbolista escocés.
- 1962: Félix Lavilla, político español.
- 1962: Marie Trintignant, actriz francesa (f. 2003).
- 1963: Graciela Cimer, actriz argentina (f. 1989).
- 1963: Hakeem Olajuwon, baloncestista estadounidense de origen nigeriano.
- 1963: Detlef Schrempf, baloncestista alemán.
- 1964: Miguel Ángel Rodríguez, político y periodista español.
- 1965: Jam Master Jay, músico y disc jockey estadounidense (f. 2002).
- 1966: Genc Mulliqi, escultor albanés.
- 1969: Karina Lombard, actriz estadounidense.
- 1970: Ken Leung, actor estadounidense.
- 1970: Oren Peli, cineasta israelí-estadounidense
- 1970: Txus di Fellatio, poeta y músico español de Mägo de Oz.
- 1970: Saúl Laverni, árbitro de fútbol argentino.
- 1970: Alen Boksic, futbolista yugoslavo
- 1971: Alfredo Beltrán Leyva, narcotraficante mexicano.
- 1972: Catherine Siachoque, actriz colombiana.
- 1972: Joana Benedek, actriz mexicana de origen rumano.
- 1972: Cat Power, cantante estadounidense.
- 1972: Yasunori Mitsuda, compositor japonés.
- 1972: Javier Yubero, futbolista español (f. 2005).
- 1972: Snorre Ruch, músico de black metal noruego.
- 1973: Chris Kilmore, DJ estadounidense de rock, de la banda Íncubus.
- 1973: Alpha Acosta, actriz mexicana.
- 1974: Malena Alterio, actriz hispano-argentina.
- 1975: Nicky Butt, futbolista británico.
- 1975: Yuji Ide, piloto de automovilismo japonés.
- 1976: Emma Bunton, cantante británica, de la banda Spice Girls.
- 1976: Giorgio Frezzolini, futbolista italiano.
- 1976: Raivis Belohvoščiks, ciclista letón.
- 1977: Jerry Trainor, actor de cine y televisión estadounidense.
- 1977: Phil Neville, futbolista británico.
- 1977: Rick Ross, rapero estadounidense.
- 1977: Unai Vergara, futbolista español.
- 1978: Faris Al-Sultan, triatleta alemana.
- 1978: Raúl Estévez, futbolista argentino.
- 1978: Darío Alberto Gigena, futbolista argentino.
- 1978: Hernán Rodrigo López, futbolista uruguayo nacionalizado paraguayo.
- 1979: Brian O'Driscoll, jugador de rugby irlandés.
- 1979: Melendi, cantautor español.
- 1979: Antonio Robles Berengui, futbolista español.
- 1979: María Teresa Carrasco, actriz cubana.
- 1980: Isabel Cristina Estrada, es una actriz y modelo colombiana, reconocida por su aparición en series de televisión desde el año 2007.
- 1980: Mari Possa, actriz salvadoreña-estadounidense.
- 1980: Nana (Kondo) Mizuki, Cantante y actriz de voz japonesa.
- 1981: Ivan Ergić, futbolista serbio.
- 1981: Wilfredo Ledezma, beisbolista venezolano.
- 1981: Michel Teló, cantante brasileño.
- 1982: Simon Rolfes, futbolista alemán.
- 1982: Nicolas Mahut, tenista francés.
- 1983: Victor Leandro Bagy, futbolista brasileño.
- 1983: Maryse Ouellet, modelo y luchadora profesional canadiense.
- 1983: Moritz Volz, futbolista alemán.
- 1984: Wes Morgan, futbolista jamaiquino.
- 1985: Jean Philippe Cretton, periodista, conductor de televisión y músico chileno.
- 1985: Sasha Pivovarova, modelo rusa.
- 1986: Walter Bruno, actor y conductor argentino.
- 1986: César Arzo, futbolista español.
- 1987: Pablo Caballero González, futbolista uruguayo.
- 1989: Henrij Mjitaryán, futbolista armenio.
- 1990: José Ramírez, beisbolista dominicano.
- 1991: Alfredo Ortuño, futbolista español.
- 1991: Mohammad Ghadir, futbolista israelí.
- 1992: Ronwen Williams, futbolista sudafricano.
- 1992: Junichi Kono, futbolista japonés.
- 1994: Laura Robson, tenista británica.
- 1994: Simone Pasa, futbolista italiano.
- 1994: Reinildo Mandava, futbolista mozambiqueño.
- 1994: Cimo Röcker, futbolista alemán.
- 1994: Álex Aizpuru Aizbitarte, futbolista español.
- 1995: Alejandro Speitzer, actor mexicano.
- 1995: Pedro López Galisteo, futbolista español.
- 1995: Kento Yabuuchi, futbolista japonés.
- 1995: Alanna Kennedy, futbolista australiana.
- 1996: Marco Asensio, futbolista español.
- 1996: Cristian Pavón, futbolista argentino.
- 1997: Jeremy Shada, actor y músico estadounidense.
- 1997: Ryuhei Oishi, futbolista japonés.
- 1997: Giullia Buscacio, actriz luso-brasileña.
- 1997: Mikkel Honoré, ciclista danés.
- 1998: Borna Sosa, futbolista croata.
- 1998: Pervis Estupiñán, futbolista ecuatoriano.
- 1998: Salva Ferrer, futbolista español.
- 1998: Darryn Binder, piloto de motociclismo sudafricano.
- 1998: Cristian Martín, futbolista uruguayo.
- 1998: Maxim Nedasekau, atleta bielorruso.
- 1998: Olisa Ndah, futbolista nigeriano.
- 1998: Francisco Javier Álvarez Rodríguez, futbolista español.
- 1998: David Martínez, futbolista paraguayo.
- 1998: Mamadou Fofana, futbolista maliense.
- 1998: Ivan Kalyuzhnyi, futbolista ucraniano.
- 1999: Rubina Ali, actriz india.
- 1999: Pontus Dahlberg, futbolista sueco.
- 1999: Alisha Lehmann, futbolista suiza.
- 1999: Unai Dufur, futbolista español.
- 1999: Francisco Ginella, futbolista uruguayo.
- 1999: Rayan Helal, ciclista francés.
- 1999: Arne Marit, ciclista belga.
- 1999: Ebony Carr, atleta británica.
- 1999: Dominik Takáč, futbolista eslovaco.
- 2000: Marco Brescianini, futbolista italiano.
- 2000: Piero Guzmán, futbolista peruano.
- 2000: Inés López Sevilla, modelo nicaragüense.
- 2000: Anna Torrodà, futbolista española.
- 2000: Daria Vladímirova, yudoca rusa.
- 2001: Víctor Mollejo, futbolista español.
- 2001: Rowan Human, futbolista sudafricano.
- 2003: Martin Vitík, futbolista checo.
- 2004: Ingrid Alexandra, princesa de Noruega.
- 2004: Bruno Melnis, futbolista letón.
- 2005: IShowSpeed, youtuber estadounidense.
- 2005: Jorne Spileers, futbolista belga.

## Fallecimientos
- 258: Fructuoso de Tarragona, clérigo hispanorromano.
- 258: Augurio de Tarragona, clérigo hispanorromano.
- 258: Eulogio de Tarragona, clérigo hispanorromano.
- 1118: Pascual II, religioso y político italiano, papa de la Iglesia católica entre 1099 y 1118 (n. 1050).
- 1188: Fernando II, rey leonés entre 1157 y 1188 (n. 1137).
- 1330: Juana II de Borgoña, reina consorte navarra y francesa (n. 1292).
- 1495: Magdalena de Francia, princesa de Navarra y regenta de Navarra (n. 1443).
- 1527: Juan de Grijalva, militar español (n. 1490).
- 1531: Andrea del Sarto, pintor italiano (n. 1531).
- 1669: María Magdalena de Habsburgo, aristócrata austriaca (n. 1656).
- 1696: Inés de Benigánim, religiosa y beata española (n. 1625).
- 1789: Paul Henri Dietrich, filósofo francés de origen alemán (n. 1723).
- 1793: Luis XVI, aristócrata francés, rey entre 1774 y 1792 (n. 1754).
- 1795: Michel Corrette, compositor y organista francés (n. 1707).
- 1814: Jacques-Henri Bernardin de Saint-Pierre, escritor y botánico francés (n. 1737).
- 1821: José Marchena, escritor y político español (n. 1768).
- 1848: Juan María Céspedes, fue un sacerdote católico y científico botánico que participó como prócer de la independencia de Colombia. (n. 1776).
- 1851: Albert Lortzing, compositor alemán (n. 1801).
- 1870: Alexander Herzen, escritor y revolucionario ruso (n. 1812).
- 1872: Franz Grillparzer, escritor austriaco (n. 1971).
- 1883: José de Salamanca y Mayol, aristócrata, banquero y político español (n. 1811).
- 1894: Guillaume Lekeu, compositor belga (n. 1870).
- 1901: Elisha Gray, inventor estadounidense (n. 1835).
- 1924: Vladímir Ilich Uliánov, Lenin, líder de la revolución rusa de 1917 (n. 1870).
- 1926: Camillo Golgi, médico italiano, premio nobel de medicina en 1906 (n. 1843).
- 1932: Lytton Strachey, escritor británico (n. 1880).
- 1933: George Moore, novelista, poeta y dramaturgo irlandés (n. 1852).
- 1934: Paul Ludwig Troost, arquitecto alemán (n. 1878).
- 1938: Georges Méliès, cineasta francés (n. 1861).
- 1942: Christiaan Cornelissen, sindicalista anarcocomunista neerlandés (n. 1864).
- 1948: Ermanno Wolf-Ferrari, compositor italo-alemán (n. 1876).
- 1950: Eduardo Callejo de la Cuesta, político y abogado español (n. 1875).
- 1950: George Orwell, escritor británico (n. 1903).
- 1955: Archie Hahn, atleta estadounidense (n. 1880).
- 1958: Ataúlfo Argenta, director de orquesta y músico español (n. 1913).
- 1959: Cecil B. DeMille, cineasta estadounidense (n. 1881).
- 1959: Manuel Uribe y Troncoso, oftalmólogo mexicano (n. 1871).
- 1960: Lorenzo Herrera, cantante venezolano (n. 1896).
- 1961: Blaise Cendrars, escritor francés (n. 1887).
- 1964: Luis Martín-Santos, escritor español (n. 1924).
- 1967: Ann Sheridan, actriz estadounidense (n. 1915).
- 1973: Manuel Bastos Ansart, médico militar y prestigioso cirujano español (n. 1887).
- 1975: Álvaro Celedonio Casquero, payador anarquista argentino (n. 1929).
- 1977: Sandro Penna, poeta italiano (n. 1906).
- 1980: Elvira de Hidalgo, soprano española (n. 1891).
- 1983: Pierina Dealessi, actriz argentina de origen italiano (n. 1894).
- 1984: Jackie Wilson, cantante estadounidense (n. 1934).
- 1987: Graciela Rincón Calcaño, poetisa, narradora, articulista y autora dramática venezolana (n. 1904).
- 1988: Ramón Rey Ardid, ajedrecista español (n. 1903).
- 1989: Tomás Asiain, compositor español (n. 1923).
- 1995: Ramón Ocando Pérez, fundador del movimiento scout en Venezuela (n. 1899).
- 1997: Eduardo Morera, cineasta argentino (n. 1906).
- 1997: Tom Parker, empresario neerlandés y mánager de Elvis Presley (n. 1909).
- 1998: Yoshifumi Kondō, animador japonés (n. 1950).
- 1998: Jack Lord, actor estadounidense (n. 1920).
- 1999: Jacques Chailley, compositor y musicólogo francés (n. 1910).
- 1999: Susan Strasberg, actriz estadounidense (n. 1938).
- 2001: Ricardo Castro Ríos, actor argentino de origen español (n. 1920).
- 2002: Peggy Lee, cantante estadounidense (n. 1920).
- 2002: Zipacná de León, pintor y ceramista guatemalteco (n. 1948).
- 2002: Adolfo Marsillach, actor y dramaturgo español (n. 1928).
- 2003: Antonio Domínguez Ortiz, historiador español (n. 1909).
- 2004: Luis Cuenca, actor español (n. 1921).
- 2004: Carmiña Gallo, soprano colombiana (n. 1939).
- 2004: Yordán Radíchkov, escritor búlgaro (n. 1929).
- 2006: Ibrahim Rugova, primer presidente de Kosovo (n. 1944).
- 2007: Peer Raben, compositor alemán (n. 1940).
- 2009: Jaime Belmonte, futbolista mexicano (n. 1934).
- 2011: Caterina Mancini, soprano italiana (n. 1924).
- 2013: Michael Winner, cineasta y crítico gastronómico británico (n. 1935).
- 2015: Leon Brittan, político británico (n. 1939).
- 2019: Enrique de Orlens, aristócrata francés, pretendiente orleanista al trono de Francia entre 1999 y 2019 (n. 1933).
- 2019: Emiliano Sala, futbolista argentino (n. 1990).
- 2019: Ulises Butrón, músico de rock, guitarrista, cantante y productor argentino (n. 1962).
- 2020: Terry Jones, actor y comediante británico (n. 1942).
- 2021: Nathalie Delon, actriz y directora de cine francesa (n. 1941).
- 2022: Leonor Oyarzún, orientadora familiar chilena (n. 1919).
- 2022: Louie Anderson, comediante y presentador de televisión estadounidense (n. 1953).
- 2023: Mario Barrientos, cantante chileno, (n. 1931).
- 2025: Mauricio Funes, periodista y político salvadoreño, presidente de El Salvador entre 2009 y 2014 (n. 1959).

## Celebraciones

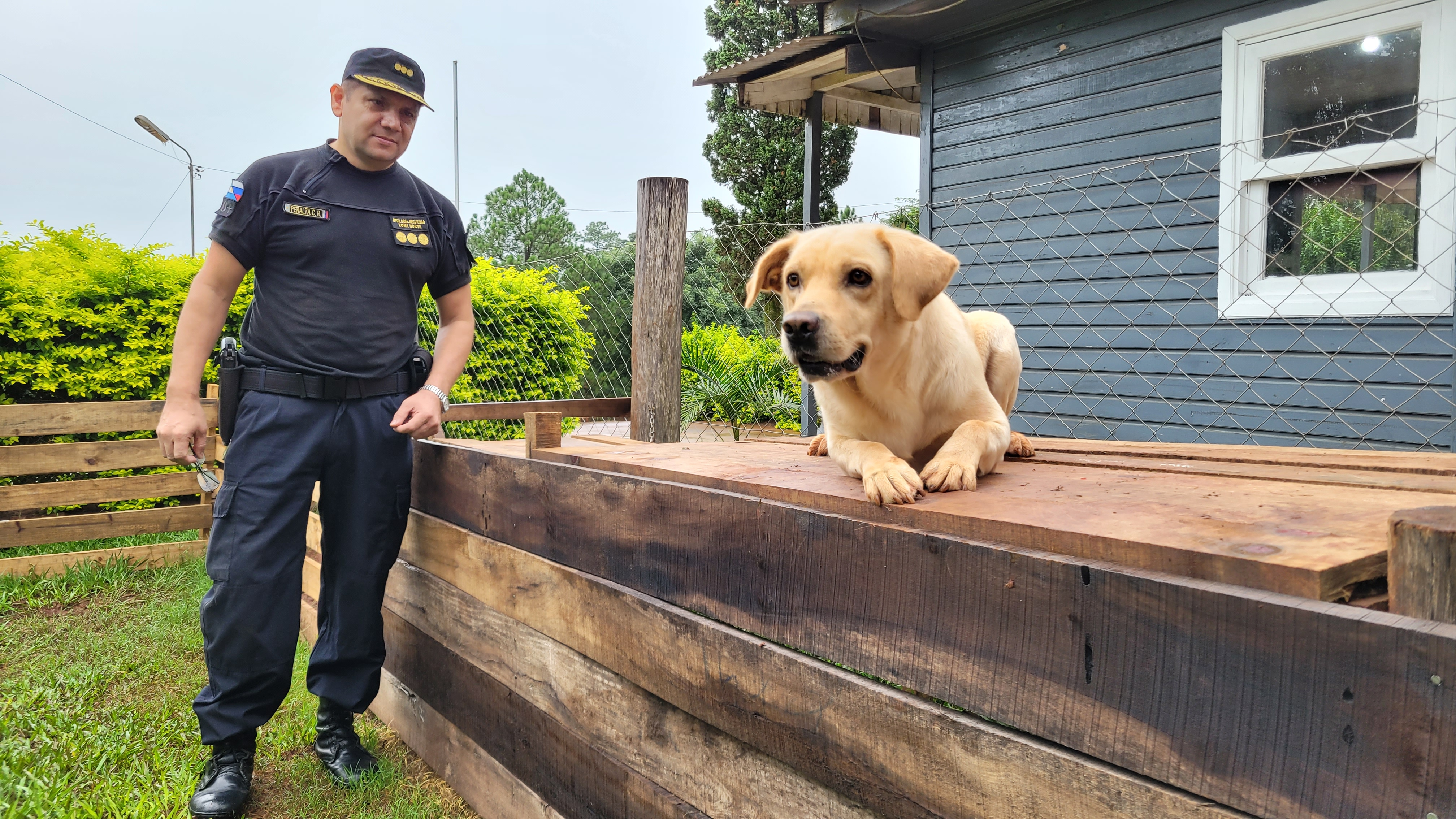
Día Mundial del Perro de Trabajo. Can "Cooper" de "Canes Escuadra Fiel" de la División Brigada de Canes Aristóbulo del Valle (jurisdicción) UR-XI de la Policía de Misiones en Argentina.

- Día Mundial del Perro de Trabajo. Esta fecha tiene como objetivo reconocer la increíble labor de los perros de trabajo y de sus guías, y concientizar sobre la importancia de garantizar una jubilación digna para estos héroes de cuatro patas.

- Día Mundial de la Ardilla. Esta fecha fue propuesta por Christy Hargrove, una rehabilitadora de vida silvestre de Carolina del Norte, en el año 2001, para reconocer la importancia de las ardillas en ecosistemas y para educar al público sobre estos roedores.

- Día Internacional del Abrazo.[5]Se comenzó a celebrar en Estados Unidos desde 1986, por iniciativa de Kevin Zaborney para fomentar las muestras de afecto en público. En la actualidad es una celebración casi global.

- Día Internacional del Mariachi.[6]Celebración establecida en 2004 para reconocer las interpretaciones del Mariachi como una expresión artística que transmite valores y fomenta el respeto hacia el patrimonio cultural. El Mariachi es un símbolo de México y ha sido reconocido como Patrimonio Cultural Inmaterial de la Humanidad por la Organización de las Naciones Unidas para la Educación, la Ciencia y la Cultura (UNESCO).

- Día Internacional del Pantalón de Chándal. Son prendas informales y cómodas, ideales para actividades deportivas o para relajarse en casa. Suelen ser de materiales suaves como algodón o poliéster.
(en inglés: International Sweatpants Day).

Compartidas
- Unión Europea: 
  - Día de la Mediación. Esta jornada conmemora la aprobación de la "Recomendación sobre Mediación Familiar" por el Consejo de Europa en 1998, que promociona la mediación como una alternativa efectiva a la resolución judicial de conflictos.
  - Día Europeo de la Meditación. Celebración que es una invitación a la calma y el autoconocimiento en una sociedad donde el estrés y el ajetreo cotidiano parecen ser la norma. Es una jornada para reflexionar sobre la importancia de este hábito.

 Por países
(Por orden alfabético)
- Barbados: 
  - Día de Errol Barrow.[7]

- Canadá: 
  - Día de Lincoln Alexander.
Lincoln MacCauley Alexander (21 de enero de 1922 - 19 de octubre de 2012) fue un abogado y político canadiense que se convirtió en el primer canadiense afrodescendiente en ser miembro del Parlamento en la Cámara de los Comunes, ministro del Gabinete federal (como ministro federal de Trabajo), presidente de la Junta de Compensación de los Trabajadores de Ontario y el 24º vicegobernador de Ontario de 1985 a 1991.
(en inglés: Lincoln Alexander Day).
  - Día de la Bandera de Quebec.
Adopción: 21 de enero de 1948 (77 años).

- Colombia: 
  - Día de la Afrocolombianidad. Conmemora la abolición de la esclavitud en mayo de 1851. Se realiza desde 2002 y busca promover la recuperación de la memoria histórica de la población afrocolombiana en homenaje a su valioso aporte a la sociedad.

- Estados Unidos: 
  - Día Nacional del Abrazo.
(en inglés: National Hugging Day).

- Filipinas: 
  - Festival AtiAtihan.

- Nueva Zelanda: 
  - Aniversario Provincial de la Región de Wellington.

- Polonia: 
  - Día de la Abuela.

### Santoral católico

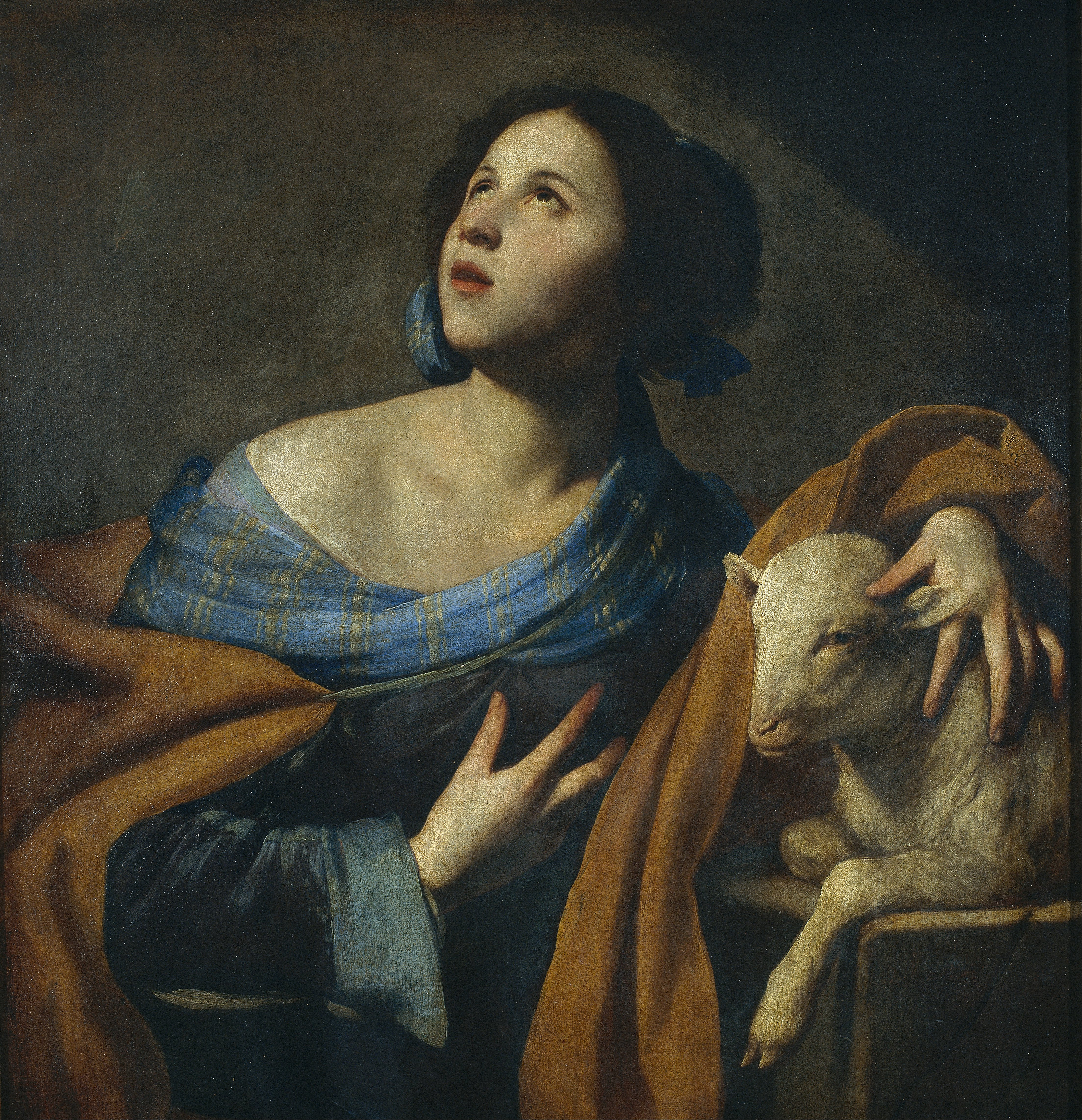
Santa Inés de Massimo Stanzione.

- Santa Inés de Roma, virgen y mártir (s. III/IV).[8](imagen ilustrativa).
- San Publio de Atenas, obispo (s. II).
- Santos Fructuoso, Augurio y Eulogio de Tarragona, mártires (259).
- San Patroclo de Troyes, mártir (c. s. III).
- San Epifanio de Pavía, obispo (496).
- San Meinrado de Zürich, presbítero (c. 861).
- San Zacarías el Angélico, cenobita (c. 950).
- Beatos Eduardo Stransham y Nicolás Wheeler, presbíteros y mártires (1586).
- San Albano Roe y beato Tomás Green, presbíteros y mártires (1642).
- Beata Josefa María de santa Inés, virgen (1696).
- Beatos Juan Bautista Turpín du Comier y otros trece compañeros (Juan Bautista Triquerie, Juan María Gallot, José Pellé, Renato Luis Ambroise, Julián Francisco Morvin de la Gérardière, Francisco Duchesne, Jacobo André, Andrés Dudiou, Luis Gastineau, Francisco Migoret Lambardière, Julián Moulé, Agustín Manuel Philippot y Pedro Thomas), mártires y presbíteros (1794).
- San Juan Yi Yun-il, mártir (1867).

 Por países
(Por orden alfabético)
- República Dominicana: 
  - Festividad a Nuestra Señora de La Altagracia.[9]